# Attentatet i Finsbury Park 2017
Attentatet i Finsbury Park i London den 19. juni 2017 var et angreb, hvor en varevogn kørte ind i en gruppe moskegængere på Seven Sisters Road i bydelen Finsbury Park i det nordlige London. Dette skete kort efter at aftenbønnen var afsluttet. Ved angrebet døde én og ti såredes.
Én gerningsmand er, efter en civil anholdelse, blevet anholdt af politiets Counter Terrorism Command. Gerningsmanden ytrede islamofobiske slogans. Den formodede gerningsmand er i følge Politiet 47 år og fra Cardiff. Han er sigtet for drabsforsøg og mulige terror hensigter.